# Parafia Trójcy Świętej w Korfantowie
Parafia Trójcy Świętej w Korfantowie jest rzymskokatolicką parafią dekanatu Niemodlin. Parafia została utworzona w 1335 roku. Mieści się przy ulicy Opolskiej.

## Proboszczowie
- Wielebny Georguis Fabricius zwany Koschmierder. Kaznodzieja protestancki gminy ewangelickiej w Korfantowie. Urodził się w 1540 r. Został sprowadzony do Korfantowa w 1564 r. przez pana Adama Gotscha, właściciela miasta. Nie wiadomo skąd pochodził. Wiadomo jednak, że był człowiekiem majętnym i często z prywatnej kiesy łożył na cele gminy. W pracy towarzyszyli mu diakoni, którzy mieszkali przy wejściu na plebanię. Wspólnie dokonali szeregu prac w świątyni i wokół niej. W 1610 r. z inicjatywy Fabriciusa powstały dwie szkoły, dla dzieci z miasta i ze wsi. Został stworzony także system stypendialny dla młodzieży, z którego korzystały także dzieci z Prudnika i Niemodlina. Był wreszcie Faber znawcą hutnictwa żelaza i za jego sprawą rozwinęło się kowalstwo w pobliskiej Kuźnicy Ligockiej. Zmarł w 1622 r. Na płycie nagrobnej umieszczono napis: „W dniu 15 maja 1622 roku zasnął w Panu, w czasie głoszenia kazania senior Georgius Fabricius, ewangelicki pasterz, który był w tej gminie przez 58 lat. Zmarł, przeżywszy 82 lata”.

- Walenty Ignacy Dibalius. Urodził się w 1633 r. w Prężynce Wielkiej pod Prudnikiem. Wykształcenie uzyskał studiując teologię i filozofię w Ołomuńcu. W wieku 30 lat przyjął święcenia kapłańskie. Nie wiadomo co robił bezpośrednio po ukończeniu studiów. W Korfantowie pojawił się w 1667 r., obejmując katolicką parafię Trójcy Świętej 16 marca tego roku. Bezimienny skryba parafialny charakteryzuje go w następujący sposób: „Ksiądz był szczupły i wyniosły. Chętnie słuchano jego kazań w języku polskim. W pracach polowych był bardzo pilny. Był ulubieńcem pań z wyższych sfer i prostego ludu”. W pracy parafialnej skupił się przede wszystkim na zwalczaniu pozostałości protestantyzmu. Jak skuteczne były jego nauki, niech świadczy fakt, że w 1687 r. 300 rodzin deklarowało się jako katolickie, 4 zaś jako luterańskie (na 10 wiosek). Zwycięstwo podkreślał fakt przejęcia przez katolików Kościoła św. Michała Archanioła (wybudowany przez luteranów w 1603 r.) w 1683 r. Podczas epidemii dżumy, w 1680 r., był przykładem bezgranicznego poświęcenia. Zmarł w 1693 r., przeżywszy 60 lat.

- Ksiądz Johann Mross – „ujmujący się za ludem”. Objął parafię w 1800 r. Z dostępnych dokumentów nie wynika niestety skąd pochodził. Jego okres przypadł na dekadę wojen napoleońskich. Po klęsce Napoleona pod Moskwą, Prusy weszły w skład wielkiej antyfrancuskiej koalicji. Na Śląsku pojawiły się wojska rosyjskie. Król pruski wydał odezwę wzywającą cały naród do walki z Francuzami. Mimo powszechnej opinii o entuzjastycznym przyjęciu apelu przez ludność, źródła parafialne odnotowują niezadowolenie chłopów z nadmiernych ciężarów wojennych. Wówczas w obronie uciśnionych wystąpił ksiądz Mross, który wkrótce sam potrzebował pomocy. Znalazł ją w osobie biskupa Józefa Furfta. Konflikt z władzami okazał się krótkotrwały i nie wpłynął na karierę księdza Johanna Mrossa. Aż do śmierci, w 1818 r., pełnił funkcje inspektora szkolnego w powiecie niemodlińskim i prudnickim, dziekana archiprezbiteriatu bialskiego i niemodlińskiego oraz kanonika nyskiego.

- Wawrzyniec Smolnicki. Urodzony 10 sierpnia 1783 r. w Rudach. Święcenia kapłańskie otrzymał 25 października 1807 r. w miejscu nieznanym. Od 4 czerwca 1818 r. pełnił funkcje proboszcza parafii korfantowskiej. Wierni zapamiętali przede wszystkim jego poświęcenie i odwagę podczas częstych pożarów i epidemii cholery, które nawiedziły Korfantów w XIX w. Wawrzyniec Smolnicki oprócz piastowanego stanowiska proboszcza parafii, pełnił również funkcję dziekana dekanatu niemodlińskiego i od 1845 r., powiatowego inspektora oświaty w Niemodlinie. Zmarł w 1863 r. po 45 latach przewodzenia gminie katolickiej w Korfantowie.
- Ksiądz Walenty Wojciech – „budowniczy kościoła”. Urodził się w 1868 r. w Grzawie koło Pszczyny. Ukończył gimnazjum Hochbergów w Pszczynie, po czym podjął studia teologiczne na uniwersytecie Fryderyka Wilhelma we Wrocławiu. Święcenia kapłańskie otrzymał w 1892. W 1902 r. został proboszczem parafii w Korfantowie. Mimo szerokiej działalności remontowo – budowlanej na terenie całej parafii (m.in. przeprowadził remont kaplic w Puszynie i na Szwedzkiej Górce), głównym zadaniem kapłana stała się sprawa rozbudowy kościoła parafialnego. W dziele budowy nowej świątyni, wielkimi sprzymierzeńcami księdza proboszcza byli: kanonik wrocławski ksiądz Josef Klose oraz Marcus Ballestrem – właściciel majątku w Puszynie. Budowę kościoła zakończono w 1911 r. W roku 1916 ksiądz Wojciech, uzyskał nominację na stanowisko biskupa sufragana wrocławskiego i opuścił Korfantów. Miejsce proboszcza parafii objął jego brat ksiądz Antoni Wojciech.

- W 1976 r. funkcję proboszcza parafii Korfantów objął ksiądz prałat Andrzej Ziółkowski. Jemu zawdzięcza się wiele prac renowacyjnych w kościele m.in.: malowanie i złocenie wewnątrz świątyni, zewnętrzne malowanie, nowy zegar, nowe, stylowe oświetlenie, położenie kostki brukowej wokół kościoła.